# Hickory 250 1961
Hickory 250 1961 var ett stockcarlopp ingående i Nascar Grand National Series (nuvarande Nascar Cup Series) som kördes 22 april 1961 på den 0,4 mile (644 meter) långa ovalbanan Hickory Motor Speedway i Hickory i North Carolina. Totalt avverkades 100 miles (160,934 km) fördelat på 250 varv. Banunderlaget var dirt. Loppet vanns av Junior Johnson i en Pontiac på tiden 1:30.01 körande för Rex Lovette. Johnsons snitthastighet var 66,654 mph. Prispotten uppgick till 4 345 dollar, varav 950 dollar gick till segraren.

## Resultat
| Plc     | Nr | Förare           | Team/ bilägare    | Konstruktör | Start | Varv | Ledda varv |
| ------- | -- | ---------------- | ----------------- | ----------- | ----- | ---- | ---------- |
| 1       | 27 | Junior Johnson   | Rex Lovette       | Pontiac     | 1     | 250  | 219        |
| 2       | 86 | Buck Baker       | Buck Baker Racing | Chrysler    | 8     | 250  | 0          |
| 3       | 4  | Rex White        | Rex White         | Chevrolet   | 7     | 245  | 0          |
| 4       | 48 | G.C. Spencer     | GC Spencer Racing | Chevrolet   | 23    | 245  | 0          |
| 5       | 54 | Jimmy Pardue     | Jimmy Pardue      | Chevrolet   | 14    | 242  | 0          |
| 6       | 61 | Elmo Langley     | Doc White         | Ford        | 11    | 241  | 0          |
| 7       | 1  | Paul Lewis       | Jess Potter       | Chevrolet   | 10    | 239  | 0          |
| 8       | 69 | Johnny Allen     | B.G. Holloway     | Chevrolet   | 6     | 236  | 0          |
| 9       | 0  | Bobby Waddell    | Bobby Waddell     | Dodge       | 15    | 235  | 0          |
| 10      | 21 | Curtis Turner    | Rex Lovette       | Pontiac     | 2     | 233  | 3          |
| 11      | 97 | Harry Leake      | Harry Leake       | Chevrolet   | 17    | 232  | 0          |
| 12      | 19 | Herman Beam      | Herman Beam       | Ford        | 9     | 229  | 0          |
| 13      | 47 | Jack Smith       | Jack Smith        | Pontiac     | 22    | 228  | 0          |
| 14      | 71 | Bob Barron       | Bob Barron        | Dodge       | 20    | 215  | 0          |
| 15      | 35 | George Green     | M.J. Black        | Plymouth    | 21    | 210  | 0          |
| 16      | 23 | Doug Yates       | Raeford Johnson   | Plymouth    | 13    | 195  | 0          |
| 17      | 85 | Emanuel Zervakis | Monroe Shook      | Chevrolet   | 3     | 190  | 0          |
| 18      | 93 | Lee Reitzel      | Lee Reitzel       | Ford        | 19    | 178  | 0          |
| 19      | 11 | Ned Jarrett      | B.G. Holloway     | Chevrolet   | 5     | 138  | 0          |
| 20      | 43 | Richard Petty    | Petty Enterprises | Plymouth    | 4     | 100  | 28         |
| 21      | 62 | Curtis Crider    | Curtis Crider     | Ford        | 16    | 47   | 0          |
| 22      | 17 | Fred Harb        | Fred Harb         | Ford        | 12    | 20   | 0          |
| 23      | 33 | Bryant Wallace   | Reb Wickersham    | Oldsmobile  | 18    | 9    | 0          |
| Källor: |    |                  |                   |             |       |      |            |